# Воронов (Львовская область)
Воронов (укр. Воронів) — село в Белзской городской общине Шептицкого района Львовской области Украины.
Население по переписи 2001 года составляло 137 человек. Занимает площадь 0,49 км². Почтовый индекс — 80067. Телефонный код — 3257.